# Rejon retowski
Rejon retowski (lit. Rietavo savivaldybė) – rejon w zachodniej Litwie.